# Batman
För andra betydelser, se Batman (olika betydelser).
Batman, tidigare Läderlappen i svensk översättning, är en superhjälte i DC Comics serieportfölj, skapad 1939 av tecknaren Bob Kane och manusförfattaren Bill Finger.
Batman är i grunden en vanlig människa utan superkrafter, något relativt ovanligt bland DC-Comics superhjältar. Batmans identitet är geniet och miljardären Bruce Wayne, som efter att hans föräldrar mördats av en rånare beslutar sig för att ägna sitt liv åt att bekämpa brottsligheten i Gotham City och därmed hämna sina föräldrars död. Efter många års hård mental och fysisk träning runt om i världen återvänder Bruce Wayne till sin hemstad Gotham City och maskerar sig som en mänsklig fladdermus och kallar sig Batman. Genom sin förmögenhet och begåvning bygger han och får tillgång till dyra och avancerade anordningar, apparater och vapen – många inbyggda i hans skyddsdräkt.
Under sitt hem, herrgårdskomplexet Wayne Manor, en bit utanför Gotham City, inreder Bruce Wayne en grotta som bas för sin brottsbekämpning. Grottan får namnet Batcave, delvis för att den är ett naturligt hem för massor av fladdermöss. Som sin högra hand har Bruce betjänten Alfred Pennyworth, som tjänat familjen Wayne sedan tiden innan Bruce föddes. Efter en tid tar Bruce Wayne en föräldralös pojke, Richard 'Dick' Grayson, under sina vingar och gör honom till Batmans medhjälpare under namnet Robin.

## Seriehistoria
Efter att Stålmannen rönt stora framgångar på serietidningsförlaget DC Comics i USA ville man ha en ny hjältefigur. Den då 23-årige tecknaren Bob Kane såg möjligheten att tjäna pengar och samarbetade med manusförfattaren Bill Finger. Tillsammans skapade duon Batman – en mörk och hämndlysten brottsbekämpare. Bob Kane och Bill Finger lät sig inspireras av redan existerande figurer såsom Svarta Skuggan (engelska: The Shadow), Fantomen, Dick Tracy och Zorro. En av inspirationskällorna sägs vara filmen "The Bat Whispers" (1930), i vilken en maskerad skurk var iklädd fladdermusdräkt och kallades för "The Bat".
Den 30 mars 1939 såg Batman dagens ljus för första gången i serietidningen Detective Comics nummer 27. Det första äventyret hette "The Case of the Chemical Syndicate" och var skriven av Bill Finger, som lånade stora delar av historien från ett äventyr med "Svarta Skuggan". Bob Kane kopierade stora delar av illustrationerna från redan utgivna "pulp"-serier och Flash Gordon. Tidningen Detective Comics 27 har visserligen månaden maj som utgivningsmånad på omslaget, men den utkom alltså i själva verket redan i slutet av mars månad. Batman gavs ut som självständig serie i mars följande år.
Batman var till en början en rätt obehaglig figur som inte drog sig att döda gangstrar och bruka eldvapen som föregångaren och den främsta inspirationskällan Svarta Skuggan. Då serien snabbt växte i popularitet ändrades detta till att bli något mer barnvänligt, och en "side-kick" vid namn Robin, alias Richard "Dick" Grayson, introducerades. Dock var Batman-serien ändå ganska våldsam under stora delar av 1940-talet och mord och skildringar av våldshandlingar visades i bild.
Populariteten ökade ända fram till 1950-talet då vissa grupperingar i det amerikanska samhället började bedriva en kampanj mot serier, som ansågs vara moraliskt tvivelaktiga. Psykologen Fredric Wertham ledde kampen med sin bok "Seduction of the Innocent", och menade bland annat att Batman och Robin hade ett homosexuellt och pedofilt förhållande.
Som ett svar på dessa påhopp, och för att tysta protesterna och moralpaniken, skapade seriebranschen The Comics Code Authority – en organisation som skulle motverka våld, nakenhet och andra på den tiden upprörande element i serietidningar. Detta skulle visa sig leda till en total urvattning av Batman-serien och snart slogs den en gång fruktade Batman mot rymdvarelser, gigantiska insekter och allt mer fåniga skurkar som aldrig dödade sina offer eller utgjorde ett större hot.
Denna, som de flesta bedömare anser, nedgång i kvalitet och ett helt odynamiskt, stundtals rent skrattretande uselt innehåll i serien skulle i stort hålla i sig från mitten av 1950-talet och ända fram till slutet av 1960-talet. Redaktören Julius Schwartz, manusförfattaren Gardner Fox och tecknaren Carmine Infantino med flera, gjorde visserligen ett försök att återbörda serien till dess detektivrötter under mitten av 1960-talet, men enorma populariteten hos den samtida och kitschinriktade TV-serien med "Batman" med Adam West huvudrollen, medförde att serien snart tog efter den lätta ton som TV-publiken var van vid.
Den i Batman-sammanhang legendariske tecknaren Neal Adams vände, tillsammans med författaren Dennis O'Neil och tuscharen Dick Giordano, trenden och förde Batman tillbaka till de mörka rötterna. Denna trio skapade några av de mer minnesvärda serieavsnitten i Batmans långa historia. Med en för tiden nyskapande teckningsstil och ett mera realistiskt och författarmässigt starkt innehåll lyckades Batman ta sig upp på fötter igen, och serien fick en ny storhetsperiod under 1970-talet.
Nästa stora omdaning för figuren kom 1986, då Frank Millers epos Batman – mörkrets riddare (The Dark Knight Returns) slog ner som en bomb i serievärlden med sitt unika bildberättande. Detta var en framtidsvision om en åldrande Bruce Wayne och dennes återkomst som Batman efter 10 års "pension". En vital, nyskapande och våldsam serie som kom att påverka figuren många år framöver, både som serie och på film.
Därefter fick Miller skriva om hela bakgrundshistorien, vilket han gjorde i Batman: År ett (Batman: Year One). Där får man se hur allting började, en mer djuplodande och realistisk skildring av hur en föräldralös människa förvandlas till en förklädd hämnare.
Sedan slutet av 1980-talet har Batman setts i många olika skepnader och idag finns ett stort antal olika fristående serietitlar med olika figurer ur Batmans värld. Idag är Batman en populärkulturell, eller rentav litterär, ikon av stora mått. Många tecknare och serieförfattare har tagit sig an honom och idag är det universum som Batman lever och verkar i stort och mångfacetterat.

## Batmans historia i serierna
Genom att se sina föräldrar mördas i Crime Alley (av Joe Chill), såras Bruce Wayne för resten av sitt liv. Han tas hand om doktorn Lesley Thompson och av familjens tjänare Alfred. Risken att komma till barnhem är överhängande, men med hjälp av Alfred mutar de inspektören från barnhemmet och Bruce får bo kvar i sitt Wayne Manor.
Han bestämmer sig för att hämnas sina föräldrars död och bli hämnare och beskyddare för de svaga i Gotham City. Han reser jorden runt för att förbättra sig själv och lära sig om kampsporter (av bland andra Lady Shiva), kriminologi, tränar upp sin kropp och lär sig allt om hur man bekämpar brott.
Väl tillbaka vill han bli en symbol för att bekämpa ondskan och sätta skräck i alla brottslingar. Han får plötsligt se en fladdermus när han sitter och läser en bok och bestämmer sig för att detta ska bli hans symbol i kampen mot ondskan. Han bygger ut Wayne Manor, och hittar grottor under huset, som blir hans operationsbas, fullt med datorer, bilar, motorcyklar och andra fordon. Han kallar sin operationsbas läderlappsgrottan, eller Batcave.
I sitt korståg mot brottsligheten vägrar Bruce använda eldvapen för att döda folk, och väljer hellre att skona sina fiender. Han har endast dödat sina fiender under två längre perioder: väldigt tidigt i sin karriär, och på 1980-talet. Han har även använt en pistol en gång då han sköt Darkseid. Detta skedde precis innan han själv blev dödad, vilket senare visar sig inte stämma utan han har skickats tillbaka i tiden. Batman kämpade sig sedan fram genom olika tidsepoker för att komma tillbaka till nutiden. Medan han var borta tog Dick Grayson över rollen som Batman.

## Krafter och förmågor
Trots att Batman är en vanlig människa, utan några övermänskliga krafter, besitter han vissa extraordinära förmågor. Han är ett geni med ett IQ som uppskattas vara 192. Han är en lysande detektiv, strateg, vetenskapsman, taktiker och befälhavare. Han är även en mycket starksinnig person som har visat sig vara kapabel att stå emot många fall av försök till tankekontroll. Han är även en mästare på förklädnad, vilket är en förmåga som han har använt för att infiltrera brottsorganisationer i undre världen.
Batmans har en fysisk kondition i toppform och har bemästrat 127 typer av kampsporter. Stilen som han vanligen använder i strider är en blandning mellan taekwondo, judo, thaiboxning, kickboxning, karate, boxning, jujutsu och ninjutsu. Batman har även bemästrat smygteknik, akrobatik och utbrytarkonst.
Till sin hjälp i strid bär han även ett bälte, som innehåller ett stort utbud av vapen och hjälpmedel. Bland dessa inkluderas bataranger, en änterhake, en kryptografisk sekvenserare, en bola, spårsändare, rökbomber, gasbomber, linavfyrare, en pistol med lugnande medel, limkulor, dyrkar, en rebreather, en laser, handgranater, tidsinställda bomber, termitgranater, napalm, ett elchockvapen, fjärrelektrisk laddning, ljusgranater, en EMP-pistol, en signalstörare, en fjärrklo, en ultraljudsanordning som attraherar fladdermöss, en sonisk störare och frysgranater. Han bär även en grön kryptonit i sitt bälte för att kunna besegra fientliga kryptoner.

## Det svenska namnet
I Sverige var Batman under lång tid mer känd som Läderlappen. Namnet betyder fladdermus, som på svenska även kan kallas för läderlapp.
Batman / Läderlappen på svenska dök för första gången upp i tidskriften Veckans Äventyr (även känd som Jules Verne-magasinet) i början av 1945.
Serien publicerades under 1940-talet även som följetong i Sydsvenska dagbladet, Aftontidningen och något senare i serietidningen Stålmannen.
Serietidningen med Läderlappens namn i titeln började publiceras år 1950, först som en engångspublikation som utkom vid jul. Från och med 1951 gavs så Läderlappen & Robin ut regelbundet, men titeln lades ned efter 30 år (1981).
Namnet Läderlappen levde dock vidare i fler serietidningar och bestod ända in i början av 1990-talet. Den sista serietidning där namnet Läderlappen användes hette "Super-team" och utkom under ett enda år; 1992. Det fanns serier där man använde sig av originalnamnet Batman, vilket först skedde under 1960-talet i Bildjournalen där både Läderlappen och Batman användes som namn.

## Figurer (i urval)
| Vän/medhjälpare   | Vän/medhjälpare                      | Vän/medhjälpare                      | Första framträdande            | Information |
| Riktigt namn      | Svenskt namn                         | Engelskt namn                        | Första framträdande            | Information |
| ----------------- | ------------------------------------ | ------------------------------------ | ------------------------------ | --- |
| Dick Grayson      | Robin                                | Robin                                | Detective Comics #38 (1940–04) | Batmans första och mest kända medhjälpare. Kom senare att bli Nightwing. |
| Barbara Gordon    | Batgirl (tidigare Läderlappsflickan) | Batgirl (tidigare Läderlappsflickan) |                                | Batmans medhjälpare och Gordons dotter. Blev under en tid även Oracle. |
| Alfred Pennyworth | Alfred Pennyworth                    | Alfred Pennyworth                    | Batman #16 (1943)              | Bruce Waynes lojale butler. Alfred tog hand om Bruce när hans föräldrar blev mördade. Ofta när Batman ska ut och bekämpa brottslighet, brukar Alfred vara den som förbereder, t.ex. alla system i Batmobilen, Batpoden eller till och med datorerna i "the Batcave". Han är en av få som känner till Batmans sanna identitet. |
| James Gordon      | James Gordon                         | James Gordon                         | Detective Comics #27 (1939)    | Kommissarie vid Gothampolisen. |

| Skurk/fiende       | Skurk/fiende     | Skurk/fiende                 | Första framträdande                    | Information |
| Riktigt namn       | Svenskt namn     | Engelskt namn                | Första framträdande                    | Information |
| ------------------ | ---------------- | ---------------------------- | -------------------------------------- | --- |
|                    | Jokern           | The Joker                    | Batman #1 (1940)                       | Batmans främste ärkefiende. Har vit hy, grönt hår och blodröda läppar efter att ha blivit utsatt för kemikalier.                                                                           |
| Harleen Quinzel    | Harley Quinn     | Harley Quinn                 | The Batman Adventures #12 (1993–09)    | Syns ofta i sällskap med superskurken Jokern som hon är förälskad i. Arbetade tidigare som psykiatriker vid Arkhamfängelset för mentalt sjuka brottslingar.                                |
| Oswald Cobblepot   | Pingvinen        | The Penguin                  | Detective Comics #58 (1941–12)         | Pingvinen är känd för att använda ombyggda paraplyer som vapen och över huvud taget som redskap i sin brottsliga verksamhet.                                                               |
| Selina Kyle        | Kattkvinnan      | Catwoman                     | Batman #1 (1940)                       | Fungerade ursprungligen som en skurk, men har på senare tid blivit mer av en antihjälte och ibland kärleksintresse till Batman.                                                            |
| Harvey Dent        | Dubbelansiktet   | Two-Face                     | Detective Comics #66 (1942)            | Gotham Citys före detta distriktsåklagare, Harvey Dent, som fick halva sitt ansikte skadat av syra under en rättegång. Fick därefter en kluven personlighet.                               |
| Edward Nigma       | Gåtan            | The Riddler                  | Detective Comics #140 (1948)           | Mästare på gåtor, pussel och ordspel som vanligen medvetet lämnar ledtrådar i form av gåtor på sina brottsplatser, vars lösningar ofta visar var han ska slå till härnäst.                 |
| Dr. Victor Fries   | Frysmannen       | Mr Freeze                    | Batman #121 (1959)                     | En forskare som efter en olycka i sitt laboratorium behöver vistas i temperaturer flera grader under noll för att överleva. För detta använder han en specialdesignad dräkt.               |
| Dr. Pamela Isley   | Giftblomman      | Poison Ivy                   | Batman #181 (1966)                     | Botaniker som efter ett förgiftningsförsök blivit helt immun mot alla slags gifter, virus och bakterier.                                                                                   |
|                    | Bane             | Bane                         | Batman: Vengeance of Bane #1 (1993–01) | Strategisk kroppsbyggare, vars fysiska styrka utökas genom användningen av ett gift som kallas "Venom".                                                                                    |
| Ra's al Ghul       | Ra's al Ghul     | Ra's al Ghul                 | Batman #232 (1971–06)                  | En man av arabiskt ursprung som med hjälp av utökad livslängd genom användningen av Lazarus-källan har gett honom stora erfarenheter om både historia och stridskonst.                     |
| Dr. Jonathan Crane | Fågelskrämman    | The Scarecrow                | World's Finest Comics #3 (1941)        | Professor specialiserad på fobier. Använder fruktan som sitt främsta vapen, vanligen skräckgas.                                                                                            |
| Waylon Jones       | Killer Croc      | Killer Croc                  | Batman #357 (1983–03)                  | Brutal, empatilös och blodtörstig brottsling som på grund av en genetisk sjukdom långsamt blivit berövad sina mänskliga drag och gjort honom mer krokodilliknande                          |
| Basil Karlo        | Leransiktet      | Clayface                     | Detective Comics #40 (1940)            | En tidigare skådespelare som genom en sällsynt hudsjukdom fått kroppen omvandlad till lerig substans. Kan ändra sitt utseende och forma sina händer till farliga vapen.                    |
| Dr. Jervis Tetch   | Hattmakaren      | The Mad Hatter               | Batman # 49 (1948)                     | En forskare som använder sinnesmanipulerande enheter under sina brott. Är besatt av sagan Alice i Underlandet.                                                                             |
| Dr. Kirk Langstrom |                  | Man-Bat                      | Detective Comics # 400 (1970)          | Då Dr. Langstrom insåg att han höll på att förlora hörseln tog han ett serum som avsett skulle ge honom ekolodiska förmågor. Som ett resultat muterades han till en våldsam fladdermusman. |
| Arnold Wesker      |                  | The Ventriloquist & Scarface | Detective Comics #583 (1988)           | Arnold Wesker är en stressad och undergiven buktalare, vars andra brottsliga persona representeras av en docka vid namn Scarface.                                                          |
| Cameron van Cleer  | Mördar-Malen     | Killer Moth                  | Batman #63 (1951)                      | Har inga övernaturliga krafter. Istället använder han sig av vapen och andra redskap. Han använder en dräkt med specialgjorda vingar, som ger honom förmågan att flyga.                    |
| Thomas Elliot      |                  | Hush                         | Batman #609 (2003)                     | Kirurg som ibland förklär sig till sina mördade offer genom att skära ut deras ansikten och sy fast dem över sitt eget. En mycket skicklig taktiker och strateg.                           |
| Roman Sionis       | Svarta Masken    | Black Mask                   | Batman #386 (augusti 1985)             | |
|                    | Det Grå Spöket   | The Gray Ghost               |                                        | |
| Dr. Hugo Strange   | Dr. Hugo Strange | Dr. Hugo Strange             | Detective Comics #36 (1940)            | Batmans första återkommande fiende. Han var den första som fick reda på Bruce Waynes hemliga identitet som Batman.                                                                         |
| Joe Chill          | Joe Chill        | Joe Chill                    |                                        | Mannen som mördade Batmans föräldrar. |
| Carmine Falcone    | Carmine Falcone  | Carmine Falcone              | Batman #404 (1987)                     | |
| Rupert Thorne      | Rupert Thorne    | Rupert Thorne                | Detective Comics #469 (1977)           | Politiskt överhuvud och brottskung i Gotham City. |
| Victor Zsasz       | Victor Zsasz     | Victor Zsasz                 | Batman: Shadow of the Bat #1 (1992)    | Galen seriemördare som ristar in ett märke med kniv någonstans på sig själv efter varje offer som han mördat för att hålla räkningen.                                                      |

## Film och TV

### Spelfilm
Batman har filmatiserats ett flertal gånger, i fyra olika versioner. Utöver dessa har även flera filmer producerats utan DC Comics godkännande.

#### 1940-talet
Under 1940-talet producerades två så kallade bioserials med Batman, vardera bestående av 15 avsnitt.
- Batman, 1943. Lewis Wilson som Batman och Douglas Croft som Robin.
- Batman and Robin, 1949. Robert Lowery som Batman och Johnny Duncan som Robin.

#### 1960-talet
Den version som många äldre fortfarande förknippar med seriefiguren Batman är 1960-talets TV-serie, som även gav upphov till en långfilm. I huvudrollerna återfanns Adam West som Batman/Läderlappen och Burt Ward som Robin.
- Läderlappen (Batman, 1966-1968).
- Läderlappen (Batman the Movie, 1966).

#### 1990-talet
Under 1900-talets sista decennium kom superhjältefilmerna att förnyas, mycket tack vare filmen Batman från 1989.
- Batman (1989). Michael Keaton som Batman.
- Batman – återkomsten (Batman Returns, 1992), Michael Keaton spelar återigen huvudrollen.
- Batman Forever (1995). Val Kilmer ersätter Keaton i rollen som Batman. I den här filmen introduceras Robin, som spelas av Chris O'Donnell.
- Batman & Robin (1997). George Clooney tar över rollen som Batman. O'Donnell spelar återigen Robin och Alicia Silverstone spelar Batgirl.

#### 2000-talet
Eftersom 1990-talets Batmanfilmer hade fallit rejält i kvalité beslutades det att manuset till den femte filmen i serien skulle skrivas om och istället påbörja en ny version av Batmans historia med Batman Begins. Denna filmatisering blev mycket väl mottagen av både publik och kritiker och fick snart två uppföljare, The Dark Knight och The Dark Knight Rises.
- Batman Begins (2005), Christian Bale som Bruce Wayne/Batman, Michael Caine som Alfred Pennyworth, Gary Oldman som James Gordon och Liam Neeson som Ra's al Ghul.
- The Dark Knight (2008), Christian Bale som Bruce Wayne/Batman, Michael Caine som Alfred Pennyworth, Gary Oldman som James Gordon och Heath Ledger som Jokern.
- The Dark Knight Rises (2012), Christian Bale som Bruce Wayne/Batman, Michael Caine som Alfred Pennyworth, Gary Oldman som James Gordon och Anne Hathaway som Selina Kyle/Catwoman.
- The Batman (film) (2022), Robert Pattinson som Bruce Wayne/Batman, Zoë Kravitz som Selina Kyle, Paul Dano som Gåtan, Colin Farrell som Pingvinen, Jeffrey Wright som James Gordon och Andy Serkis som Alfred Pennyworth.

### Tecknat

#### 1960-1990
Under 1960, -70, och -80-talen producerade två olika produktionsbolag två tecknade TV-serier var med Batman som huvudfigur. Ingen av dessa serier har dock visats i Sverige.
- Batman (1968-1969) och The New Adventures of Batman (1977-1978), producerade av Filmation.
- SuperFriends (1973-1985) och The Super Powers Team: Galactic Guardians (1986), producerade av Hanna-Barbera.

#### Warner Bros. ursprungliga version
Sedan början av 1990-talet har Warner Bros. producerat flera tecknade TV-serier med Batman i huvudrollen. Dessa serier ingår tillsammans i DC Animated Universe (DCAU), en fanbeteckning på alla tecknade serier som skapats av producenten Bruce Timm. DCAU kallas även för Timmverse.
TV-serierna är:
- Batman (på engelska även kallad Batman - The Animated Series, 1992-1994.
- Batman och Robin (The Adventures of Batman and Robin, 1994-1995).
- Gotham Knights (på engelska även kallad The New Batman Adventures, 1997-1999).
- Batman Beyond (på engelska även kallad Batman of the Future, 1999-2001).
- Justice League (2001-2004, även med Stålmannen)
- Justice League Unlimited (2004-2006, även med Stålmannen)

Kanal 5 har visat merparten av dessa serier på svensk TV.
Knutna till dessa serier är även dessa fyra filmer:
- Batman möter mörkrets härskare (Batman: Mask of the Phantasm, 1993)
- Batman och Mr Freeze i minusgrader (Batman & Mr. Freeze: Subzero, 1998)
- Batman in i framtiden: Jokerns återkomst (Batman Beyond: Return of the Joker, 2000)
- Batman: Mysteriet med Batwoman (Batman: Mystery of the Batwoman, 2003)

Batman (Bruce Wayne) och hans efterträdare (Terry McGinnis) skulle även gästspela i två andra DCAU-serier, som aldrig visats i svensk TV. Dessa är:
- Static Shock (utspelas samtidigt som Justice League)
- The Zeta Project (utspelas samtidigt som Batman Beyond)

#### Teen Titans
Batman är med i TV-serien Teen Titans i avsnittet Haunted i en flashback, där Robin inför honom svor brottsbekämpar-eden. Fast där har producenterna gjort så att man inte kan se honom utan bara en skugga. Inte heller skuggan av hans välkända dräkt (fladdermusöronen osv.) kan ses.
Det var inte förrän i serietidningen Teen Titans Go! nr 47 (som bygger på den tecknade serien) som man ser honom "för första gången" där han återberättar Robins ursprungshistoria.
Många har diskuterat om Teen Titans ingår i DCAU. Svenska DCAU-sidan anser att Teen Titans gör det.

#### The Batman
2004 började Warner Bros. att producera en ny tecknad serie, The Batman, som dock inte följer på händelserna i de tidigare serierna, utan är att betrakta som en ny version. Även denna serie har resulterat i en långfilm; The Batman Vs. Dracula (2005).

#### Batman: Den tappre och modige
En tecknad TV-serie sändes från 2008 till 2011, kallad Batman: Den tappre och modige. Serien hade en ljusare ton än de tidigare TV-serierna som sändes från 90-talet och framåt.

#### Beware the Batman
En tecknad TV-serie sändes från 2013 till 2014, kallad Beware the Batman.

## Kända citat
- Jag har inte svikit. Jag är Hämnden. Jag är Natten. Jag är Batman! (engelska: I am not a disgrace. I am Vengeance. I am the Night. I am Batman!) – bland annat i: Batman: The Animated Series (säsong 1, episod 10), Batman: Den tappre och modige
- Jag är Batman! (engelska: I'm Batman) – flertalet framträdanden.